# سعود الحوشان
سعود الحوشان (مواليد 18 مارس 2000) هو لاعب كرة قدم كويتي يشغل مركز حارس المرمى، ويمثل نادي الكويت في الدوري الكويتي الممتاز. سعود برز في السنوات الأخيرة وأصبح أحد حراس المهمة ضمن تشكيلة ناديه، وحصل على جوائز محلية تقديراً لأدائه في الموسم.

## المسيرة مع الأندية
انضم سعود إلى تشكيلة نادي الكويت وسرعان ما أثبت قدراته الفنية كحارس مرمى قادر على تحمل ضغوط المباريات المحلية والقارية، مشاركًا مع الفريق في مباريات الدوري وبطولات الأندية الآسيوية. وقد جرى تجديد عقده مع النادي مؤخرًا تعبيرًا عن ثقة الإدارة في إمكانياته.

## الجوائز والاعترافات
نال سعود جائزة «أفضل حارس مرمى» في الدوري المحلي لموسم 2024/2025، وهو تكريم يعكس مساهمته وتألقه مع نادي الكويت خلال الموسم. كما حظي بتكريم جماهيري وإعلامي على مستوى النادي والجمهور.